# Carfax
Carfax (Eigenschreibweise: CARFAX) ist ein kommerzieller, webbasierter Dienst, der Privatpersonen und Unternehmen Daten zur Fahrzeughistorie von Gebrauchtwagen für europäische, US-amerikanische sowie kanadische Kunden zur Verfügung stellt.

## Geschichte
Carfax Inc. wurde 1984 in Columbia, Missouri, von Ewin Barnett III und Robert Daniel Clark gegründet. Der Hauptsitz des Unternehmens befindet sich heute in Centreville, Virginia. Ziel des Unternehmens war ursprünglich, Kilometerzählerbetrug zu bekämpfen. Die frühe Version des Carfax-Fahrzeuggeschichtsberichts basierte auf einer Datenbank mit rund 10.000 Datensätzen und wurde per Fax an Autohändler verteilt. Im Dezember 1996 ging die Webseite des Unternehmens online, nun hatten auch Verbraucher Zugang zu den Fahrzeughistorien. Im Herbst 1999 wurde Carfax eine hundertprozentige Tochtergesellschaft von R.L. Polk & Company. Mit der Carfax Europe GmbH wurde 2007 ein Unternehmen für den europäischen Markt gegründet. Der Investor IHS erwarb 2013 die R.L. Polk & Company und damit auch Carfax. 2015 erwarb IHS das kanadische Unternehmen Carproof, das Fahrzeughistorien für den kanadischen Markt bereitstellte. Ein Jahr später, im März 2016, fusionierte IHS mit Markit und wurde im Juli desselben Jahres zu IHS Markit und damit neuer Eigentümer von Carfax. Im Juli 2018 wurde Carproof in Carfax Canada umbenannt. Am 28. Februar 2022 fusionierte IHS Markit mit S&P Global und Carfax wurde als Geschäftseinheit eine Marke des neu gegründeten Unternehmens S&P Global Mobility.

## Produkte und Dienstleistungen
Die Carfax-Fahrzeughistorie ist das Kernprodukt des Unternehmens. Der Ausgangspunkt jeder Datenbankabfrage bei Carfax ist die 17-stellige Fahrzeugidentifikationsnummer (FIN), in einigen europäischen Ländern und US-amerikanischen Bundesstaaten kann die Fahrzeughistorie auch per Nummernschild angefragt werden. Je nach Datenlage erstellt Carfax einen sogenannten „Vehicle History Report“ und stellt den Lebenslauf eines Fahrzeuges dar. Bei entsprechender Informationsverfügbarkeit enthält der Bericht unter anderem Angaben über die Zahl der Vorbesitzer, Kilometerstände, Inspektionen, Service-Einträge, Vorschäden, Unfalldaten, Diebstähle und alternative Nutzungen.

## Informationsquellen
Carfax behauptet, Zugang zu mehr als 32 Milliarden Datensätzen aus mehr als 112.000 Quellen zu haben, darunter Kfz-Behörden für 19 europäische Länder, 50 US-Bundesstaaten sowie alle 10 kanadischen Provinzen. Zu den Informationsquellen des Unternehmens gehören Titel- und Registrierungsunterlagen der Zulassungsbehörden, Auto- und Bergungsauktionen, Kraftfahrzeugregister, Miet- und Flottenfahrzeugfirmen, Verbraucherschutzbehörden, staatliche Inspektionsstationen, Versicherungsgesellschaften, Feuerwehr- und Polizeibehörden, Hersteller, Inspektionsfirmen, Service- und Reparatureinrichtungen, Händler und Import-/Exportfirmen.

## Carfax Europe
Seit 2007 ist Carfax auch in Europa aktiv. Auf Initiative von Frank Brueggink wurde 2007 die gegründete Carfax Europe GmbH gemeinsam mit R.L. Polk & Co. sowie Carfax Inc. in München gegründet und bietet zusätzlich zu den Daten von Carfax Inc. auch Fahrzeughistorien für europäische Autos an. Nach eigenen Angaben hat Carfax Europe das Ziel den Gebrauchtwagenmarkt in Europa transparenter zu gestalten. Aufgrund der engen Zusammenarbeit mit Carfax Inc. in den USA hat Carfax Europe nach eigenen Angaben heute Zugriff auf mehr als 32 Milliarden Datensätze für europäische und nordamerikanische Fahrzeuge, allerdings aus Gründen des Datenschutzes keine oder kaum Daten über in Deutschland zugelassene Fahrzeuge bzw. für den Zeitraum, in dem ein Fahrzeug in Deutschland zugelassen war.
2009 expandierte das Unternehmen nach Schweden, in den Folgejahren wurden Spanien, Slowenien und 2016 die Niederlande mit jeweils eigenen Webpräsenzen erschlossen. Seit 2019 bietet das Unternehmen Fahrzeughistorien auch für den polnischen Markt an und kooperiert bereits seit 2017 mit dem polnischen Digitalministerium im Rahmen des zentralen Fahrzeugregisters „Historia Pojazdu“. Im Jahr 2021 expandierte Carfax auf den italienischen Markt.

## Carfax Canada
Seit 2018 verfügt Carfax weltweit über Fahrzeugdaten für den kanadischen Markt. Ausgangspunkt hierfür war die Akquisition von Carproof durch den Carfax-Investor IHS im Jahr 2015. Carproof wurde im Jahr 2000 gegründet und war der Marktführer für Fahrzeughistorien in Kanada. Rund zwei Jahre nach dem Kauf durch IHS wurde Carproof in Carfax Canada umbenannt.